# Klosterwall

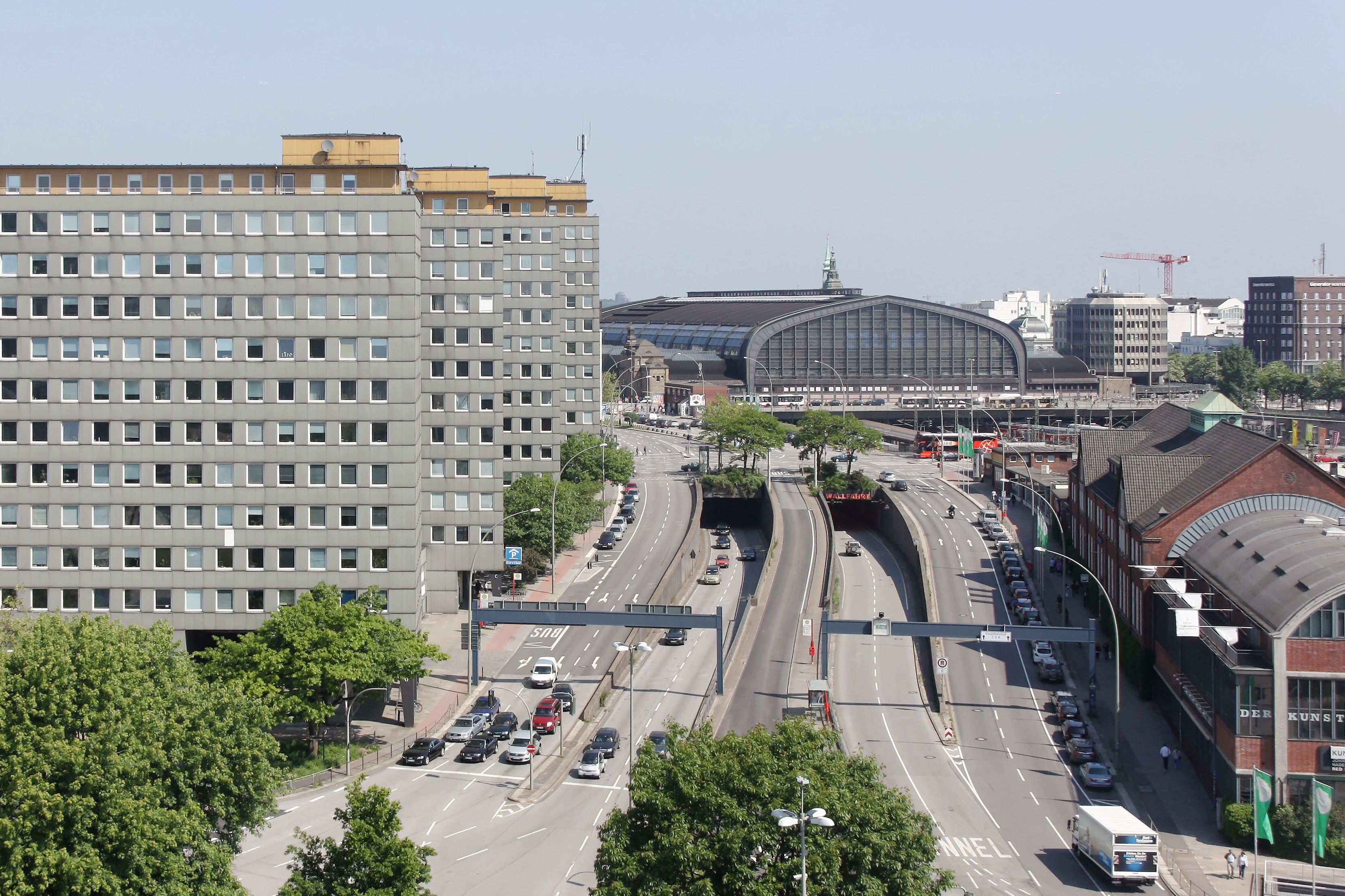
Klosterwall vom Deichtorplatz in Richtung Norden (2013): Links der 2019 abgerissene City-Hof, rechts die Markthalle, im Hintergrund der Hauptbahnhof und davor die Südeinfahrt in den Wallringtunnel

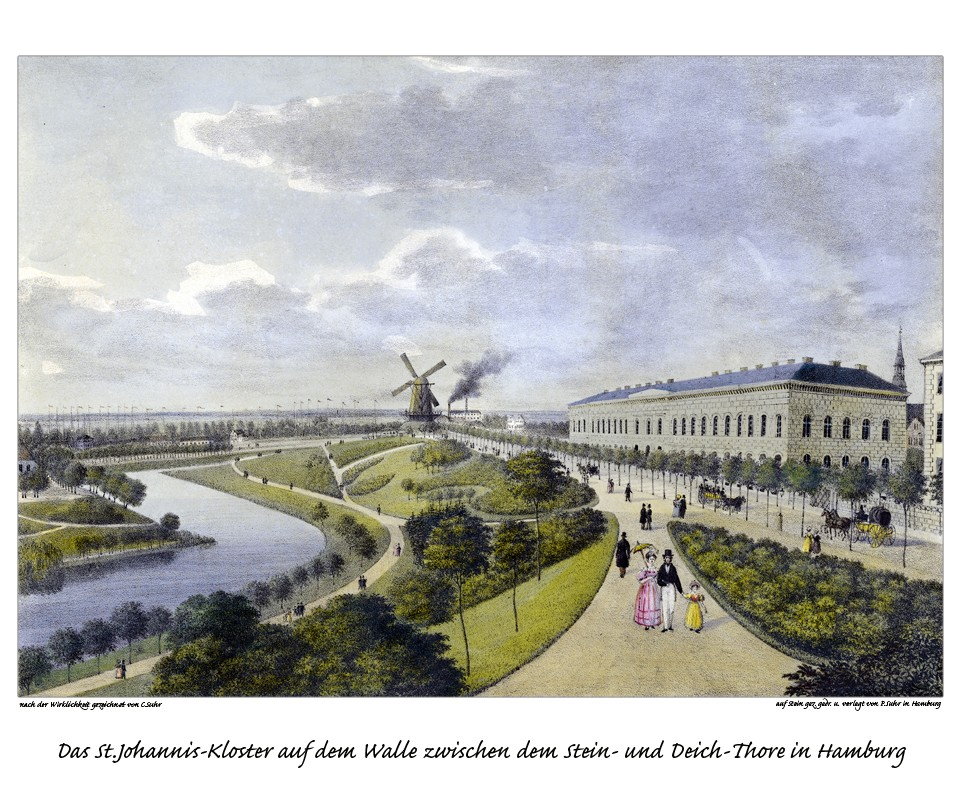
Der Klosterwall um 1840 mit dem namensgebenden Kloster. Der Blick geht hier von Nord nach Süd, links der Wallgraben, in dem heute die Gleise der Eisenbahn verlaufen.

Der Klosterwall ist eine rund 250 Meter lange Innerortsstraße in den Stadtteilen Hamburg-Altstadt (Westseite) und Hammerbrook (Ostseite). Als Südostabschnitt des historischen Wallrings (Ring 1) um die Hamburger Innenstadt gehört er zum Hauptverkehrsstraßennetz von Hamburg und trägt die amtliche Schlüsselnummer K278. Er wird werktags von durchschnittlich 35.000 Kraftfahrzeugen befahren.
Der Klosterwall verläuft in Nord-Süd-Richtung und beginnt im Norden bei der Kreuzung Steinstraße/Altmannbrücke in Fortsetzung des Steintorwalls. Im Süden endet er am Deichtorplatz, wo der Wallring an die hier in Ost-West-Richtung verlaufende Bundesstraße 4 (Amsinckstraße/Willy-Brandt-Straße) anschließt. 
Benannt ist der Klosterwall nach dem früheren St. Johanniskloster, einem evangelischen Damenstift, das 1837 vom heutigen Rathausmarkt an den einstigen Stadtwall verlegt wurde. Die heutige Straße folgt dem einstigen Wallverlauf, während die östlich angrenzenden Bahngleise des nahen Hauptbahnhofes im einstigen Wallgraben verlaufen. Das Kloster bestand hier noch bis Anfang der 1930er Jahre und wurde dann zugunsten eines geplanten, aber nie realisierten „Messehauses“ abgerissen. 1938 begann stattdessen der Bau eines monumentalen Verwaltungshochhauses für die Hamburger Hochbahn durch den Architekten Rudolf Klophaus, das aber während des Zweiten Weltkriegs unvollendet blieb und nach Kriegsende wieder abgerissen wurde. In den 1950er Jahren realisierte Klophaus stattdessen die City-Hof-Hochhäuser, die 2019/20 ebenfalls abgerissen wurden. Derzeit entsteht hier ein neuer Gebäudekomplex mit Hotels, Büros und Wohnungen.
Die Ostseite des Klosterwalls wird gesäumt von der 1913 errichteten Blumenmarkthalle des ehemaligen Deichtor-Großmarkts. Sie dient heute als Veranstaltungs- und Ausstellungshalle und ist unter anderem Sitz des Kunstvereins in Hamburg.
Unter der Straße und dem Wallringtunnel liegt zudem der U-Bahnhof Steinstraße der Linie U1.